# 五硼酸钠
五硼酸钠或十硼酸二钠是一种无机化合物，化学式为NaB
5O
8，或写作Na
2B
10O
16。它是无色晶体，可溶于水。它的二水合物的结构中含有[B
5O
6(OH)
4]−
阴离子。 
它可由碳酸钠和硼酸以1:10摩尔比反应制得的，它可以形成单斜晶系晶体，空间群P21/c (C2h5)。